# Teos
Džedhor, bolj znan kot Teos (starogrško starogrško Τέως, Téos) je bil faraon Starega Egipta iz 30. dinastije. 

## Življenjepis
Teos je bil sin svojega predhodnika Nektaneba I. in tri leta njegov sovladar. Kot samostojen vladar je vladal  od leta 361/360 do 359/358 pr. n. št.

### Pohod proti Perzijcem
Uspehi Nektaneba I. v bojih proti perzijskim okupatorjem v Nilovi delti leta 374/373 pr. n. št. so Teosa spdbudili, da je začel načrtovati vojni pohod v Palestino in  Fenicijo, ki sta bili pod perzijsko oblastjo. Izkoristil je šibkost Ahemenidskega cesarstva zaradi nemirov v nekaj satrapijah v Mali Aziji. Dobil je podporo špartanskega kralja Agizelaja II. in atenskega generala Habriasa in najel veliko grških najemnikov  in 200 trirem. Za financiranje odprave je uvedel nove davke in zasegel premoženje templjev, s čimer je porušil krhko ravnotežje, ki ga je spretno vzpostavil njegov oče Nektaneb I. Ukrepi so mu omogočili financiranje odprave in hkrati povzročili veliko nezadovoljstvo.
Na začetku operacij je  Habrias poveljeval ladjevju,  Agezilaj  grškim najemnikom in  Teosov nečak Naktorheb egipčanskim mahimojem. Po pisanju Diodorja Sicilskega so slednji šteli 80.000 mož.  Teos je samega sebe imenoval za vrhovnega poveljnika pohoda in prepustil oblast v Egiptu svojemu bratu in Naktorhebovemu očetu Tjahepimu. Vojska je brez posebnih težav prodrla do Fenicije. 

### Izdaja in smrt
Na Teosovo žalost je brat Tjahepimu izkoristil Teosovo nepriljubljenost in organiziral državni udar. S pomočjo visoke duhovščine je prepričal sina, naj se upre Teosu in se razglasi za faraona. Naktorheb je izkoristil nesoglasja med faraonom in Agezilajem, ki je računal, da bo vrhovni poveljnik vojske, in slednjega prepričal, naj se mu pridruži. Naktorheb se je razglasil za faraona in postal znan kot Nektaneb II. Teos je pobegnil na perzijski dvor v Suzi.
Teosova nadaljnja usoda je znana iz zapisov plemiča Veneferja, ki je bila na vojnem pohodu Teosov zdravnik. Nektaneb II. je Veneferja poslal k Artakserksu II. v Suzo in ga prepričal, da mu izroči Teosa. Teosa so nato v verigah odpeljal v Egipt, kjer so ga usmrtili.